# Palmer (Alaska)
Palmer ist eine Stadt im und zugleich Verwaltungssitz (Borough Seat) von Matanuska-Susitna Borough in Alaska in den Vereinigten Staaten. Die Stadt liegt im Zentrum des Matanuska-Susitna-Tales etwa 68 Kilometer nordöstlich von Anchorage und ist über den Glenn Highway erreichbar.
Die Stadt wurde 1916 als eine Eisenbahnstation der Alaska Railroad gegründet. Im Jahr 1935 zogen 203 Familien aus Michigan, Wisconsin und Minnesota nach Palmer und gründeten dort mit Unterstützung des Staates eine richtige Stadt.

## Demografie
Zum Zeitpunkt der Volkszählung im Jahre 2020 hatte Palmer 5888 Einwohner auf einer Landfläche von 9,7 km². Im Zeitraum 2010 bis 2014 betrug das Medianalter 31,2 Jahre (nationaler Durchschnitt der USA: 37,4 Jahre). Das Pro-Kopf-Einkommen (engl. per capita income) lag bei US-Dollar 26.340 (nationaler Durchschnitt der USA: US-Dollar 28.555). 10,3 % der Einwohner lagen mit ihrem Einkommen unter der Armutsgrenze (nationaler Durchschnitt der USA: 14,8 %). 21,2 % der Einwohner waren deutschstämmig, 13,1 % waren irischer und 9,6 % englischer Abstammung.

## Söhne und Töchter der Stadt
- Chris O’Shea (* 1981), Basketballtrainer
- Corey Cogdell (* 1986), Sportschützin